# جون فابلر
جون فابلر (بالإنجليزية: John Gabler)‏ هو لاعب كرة قاعدة أمريكي، ولد في 2 أكتوبر 1930 في كانساس سيتي في الولايات المتحدة، وتوفي في 7 فبراير 2009 في أوفرلاند بارك في الولايات المتحدة.

## وصلات خارجية
- جون فابلر على موقعبيزبول رفرنس.كوم (الدوري الرئيسي) (الإنجليزية)
- جون فابلر على موقعبيزبول رفرنس.كوم (الدوري الثانوي) (الإنجليزية)